# Pyrgulopsis
Pyrgulopsis is een geslacht van weekdieren uit de klasse van de Gastropoda (slakken).

## Soorten
- Pyrgulopsis cybele Hershler & Liu, 2012
- Pyrgulopsis hualapaiensis Hershler, Liu & Stevens, 2016
- Pyrgulopsis licina Hershler, Liu & Bradford, 2013
- Pyrgulopsis lindae Hershler, Liu, Babbitt, Kellogg & Howard, 2016
- Pyrgulopsis micrococcus (Pilsbry, 1893)
- Pyrgulopsis nevadensis (Stearns, 1883)
- Pyrgulopsis ojaiensis Hershler, Liu, Babbitt, Kellogg & Howard, 2016
- Pyrgulopsis perforata Hershler, Liu & Bradford, 2013
- Pyrgulopsis sanchezi Hershler, Liu & Bradford, 2013
- Pyrgulopsis torrida Hershler, Liu, Babbitt, Kellogg & Howard, 2016
- Pyrgulopsis turbatrix Hershler, 1998